# Sphärensatz von Grove-Shiohama
Der Sphärensatz von Grove-Shiohama ist eine Variante des von Rauch, Klingenberg und Berger bewiesenen Sphärensatzes der globalen riemannschen Geometrie. Er wurde von Karsten Grove und Katsuhiro Shiohama bewiesen.
Er besagt, dass eine zusammenhängende, vollständige, riemannsche Mannigfaltigkeit, deren Schnittkrümmungen {\displaystyle K} und Durchmesser {\displaystyle d} die Ungleichungen {\displaystyle K\geq \delta } und {\displaystyle d>{\tfrac {\pi }{2{\sqrt {\delta }}}}} für ein {\displaystyle \delta >0} erfüllen, homöomorph zur Sphäre sein muss.